# Ceratinella tigana
Ceratinella tigana là một loài nhện trong họ Linyphiidae.
Loài này thuộc chi Ceratinella. Ceratinella tigana được Ralph Vary Chamberlin miêu tả năm 1949.